# Oleg Novitski
Oleg Viktorovitch Novitski (em russo:  Олег Викторович Новицкий; Chervyen, 12 de outubro de 1971) é um cosmonauta e tenente-coronel da Força Aérea Russa. Integrando o corpo de cosmonautas da Roskosmos desde 2006, onde cumpriu o treinamento básico por três anos, ele foi ao espaço pela primeira vez em 23 de outubro de 2012, no comando na nave Soyuz TMA-06M, para uma missão de longa duração a bordo da Estação Espacial Internacional.
Na ISS, ele integrou a tripulação das Expedições 33 e 34 do programa conjunto de habitação da estação entre a NASA e a Roskosmos, retornando à Terra em 16 de março de 2013, após 143 dias no espaço. Realizou sua segunda missão em 2016, como comandante da Soyuz MS-03, lançada de Baikonur em 17 de novembro daquele ano, e que o levou a outra missão de longa duração na ISS, integrando as Expedições 50 e 51; retornou à Terra depois de 196 dias no espaço.